# 440
Il 440 (CDXL in numeri romani) è un anno bisestile del V secolo.

## Eventi
- 1º gennaio - Valentiniano III, per la quinta volta, e Anatolio divengono consoli; Cecina Decio Aginazio Albino è prefetto del pretorio in Gallia.
- 29 settembre - inizia il pontificato di Leone I.
- I Vandali, guidati da Genserico, conquistano la Sicilia romana, strappandola definitivamente all'Impero romano d'Occidente.
- I Vandali attaccano le città costiere della Calabria e Basilicata: gli abitanti di Delia abbandonano la costa per andare a vivere a Bova.
- L'imperatore romano d'Occidente Valentiniano III promulga una legge, la Novella Valentiniani 9, per permettere il porto personale delle armi, allo scopo di reagire alle incursioni dei Vandali.
- Gli Unni rompono il trattato di pace con l'Impero romano, attaccando i mercanti nei territori a ridosso del Danubio; viene distrutta Viminacium.
- Anatolio, il console dell'Oriente, viene inviato dall'imperatore Teodosio II a trattare la pace con i Sasanidi: Yazdgard II, alla testa di un esercito, accetta la pace e si ritira.
- Viene terminata la basilica di Santa Maria Maggiore a Roma.
- Viene costruita la basilica di San Lorenzo in Lucina a Roma.
- Giusta Grata Onoria riceve il titolo di augusta.
- In Cina viene fondata la dinastia dei Wei Settentrionali.

## Nati
- 29 settembre - Pamprepio, filosofo e poeta bizantino († 484)
- Ammonio di Ermia, filosofo bizantino († 523)
- Madrun, principessa britannica
- Shushanik, regina georgiana († 475)

## Morti
- 17 febbraio - Mesrop Mashtots, monaco cristiano, teologo e linguista armeno (n. 361)
- 19 agosto - Papa Sisto III, papa, vescovo e santo romano
- 10 settembre - Agabio di Novara, vescovo italiano
- 15 settembre - Glicerio di Milano, arcivescovo e santo italiano

## Calendario
| Calendario 440 | Calendario 440 | Calendario 440 | Calendario 440 | Calendario 440 | Calendario 440 | Calendario 440 | Calendario 440 | Calendario 440 | Calendario 440 | Calendario 440 | Calendario 440 | Calendario 440 | Calendario 440 | Calendario 440 | Calendario 440 | Calendario 440 | Calendario 440 | Calendario 440 | Calendario 440 | Calendario 440 | Calendario 440 | Calendario 440 | Calendario 440 | Calendario 440 | Calendario 440 | Calendario 440 | Calendario 440 | Calendario 440 | Calendario 440 | Calendario 440 | Calendario 440 | Calendario 440 |
| -------------- | -------------- | -------------- | -------------- | -------------- | -------------- | -------------- | -------------- | -------------- | -------------- | -------------- | -------------- | -------------- | -------------- | -------------- | -------------- | -------------- | -------------- | -------------- | -------------- | -------------- | -------------- | -------------- | -------------- | -------------- | -------------- | -------------- | -------------- | -------------- | -------------- | -------------- | -------------- | -------------- |
|                | 1              | 2              | 3              | 4              | 5              | 6              | 7              | 8              | 9              | 10             | 11             | 12             | 13             | 14             | 15             | 16             | 17             | 18             | 19             | 20             | 21             | 22             | 23             | 24             | 25             | 26             | 27             | 28             | 29             | 30             | 31             |                |
| Gennaio        | Lu             | Ma             | Me             | Gi             | Ve             | Sa             | Do             | Lu             | Ma             | Me             | Gi             | Ve             | Sa             | Do             | Lu             | Ma             | Me             | Gi             | Ve             | Sa             | Do             | Lu             | Ma             | Me             | Gi             | Ve             | Sa             | Do             | Lu             | Ma             | Me             |                |
| Febbraio       | Gi             | Ve             | Sa             | Do             | Lu             | Ma             | Me             | Gi             | Ve             | Sa             | Do             | Lu             | Ma             | Me             | Gi             | Ve             | Sa             | Do             | Lu             | Ma             | Me             | Gi             | Ve             | Sa             | Do             | Lu             | Ma             | Me             | Gi             |                |                |                |
| Marzo          | Ve             | Sa             | Do             | Lu             | Ma             | Me             | Gi             | Ve             | Sa             | Do             | Lu             | Ma             | Me             | Gi             | Ve             | Sa             | Do             | Lu             | Ma             | Me             | Gi             | Ve             | Sa             | Do             | Lu             | Ma             | Me             | Gi             | Ve             | Sa             | Do             |                |
| Aprile         | Lu             | Ma             | Me             | Gi             | Ve             | Sa             | Do             | Lu             | Ma             | Me             | Gi             | Ve             | Sa             | Do             | Lu             | Ma             | Me             | Gi             | Ve             | Sa             | Do             | Lu             | Ma             | Me             | Gi             | Ve             | Sa             | Do             | Lu             | Ma             |                |                |
| Maggio         | Me             | Gi             | Ve             | Sa             | Do             | Lu             | Ma             | Me             | Gi             | Ve             | Sa             | Do             | Lu             | Ma             | Me             | Gi             | Ve             | Sa             | Do             | Lu             | Ma             | Me             | Gi             | Ve             | Sa             | Do             | Lu             | Ma             | Me             | Gi             | Ve             |                |
| Giugno         | Sa             | Do             | Lu             | Ma             | Me             | Gi             | Ve             | Sa             | Do             | Lu             | Ma             | Me             | Gi             | Ve             | Sa             | Do             | Lu             | Ma             | Me             | Gi             | Ve             | Sa             | Do             | Lu             | Ma             | Me             | Gi             | Ve             | Sa             | Do             |                |                |
| Luglio         | Lu             | Ma             | Me             | Gi             | Ve             | Sa             | Do             | Lu             | Ma             | Me             | Gi             | Ve             | Sa             | Do             | Lu             | Ma             | Me             | Gi             | Ve             | Sa             | Do             | Lu             | Ma             | Me             | Gi             | Ve             | Sa             | Do             | Lu             | Ma             | Me             |                |
| Agosto         | Gi             | Ve             | Sa             | Do             | Lu             | Ma             | Me             | Gi             | Ve             | Sa             | Do             | Lu             | Ma             | Me             | Gi             | Ve             | Sa             | Do             | Lu             | Ma             | Me             | Gi             | Ve             | Sa             | Do             | Lu             | Ma             | Me             | Gi             | Ve             | Sa             |                |
| Settembre      | Do             | Lu             | Ma             | Me             | Gi             | Ve             | Sa             | Do             | Lu             | Ma             | Me             | Gi             | Ve             | Sa             | Do             | Lu             | Ma             | Me             | Gi             | Ve             | Sa             | Do             | Lu             | Ma             | Me             | Gi             | Ve             | Sa             | Do             | Lu             |                |                |
| Ottobre        | Ma             | Me             | Gi             | Ve             | Sa             | Do             | Lu             | Ma             | Me             | Gi             | Ve             | Sa             | Do             | Lu             | Ma             | Me             | Gi             | Ve             | Sa             | Do             | Lu             | Ma             | Me             | Gi             | Ve             | Sa             | Do             | Lu             | Ma             | Me             | Gi             |                |
| Novembre       | Ve             | Sa             | Do             | Lu             | Ma             | Me             | Gi             | Ve             | Sa             | Do             | Lu             | Ma             | Me             | Gi             | Ve             | Sa             | Do             | Lu             | Ma             | Me             | Gi             | Ve             | Sa             | Do             | Lu             | Ma             | Me             | Gi             | Ve             | Sa             |                |                |
| Dicembre       | Do             | Lu             | Ma             | Me             | Gi             | Ve             | Sa             | Do             | Lu             | Ma             | Me             | Gi             | Ve             | Sa             | Do             | Lu             | Ma             | Me             | Gi             | Ve             | Sa             | Do             | Lu             | Ma             | Me             | Gi             | Ve             | Sa             | Do             | Lu             | Ma             |                |